# 施特羅特巴赫河
51°55′13″N 8°32′28″E / 51.92028°N 8.54111°E

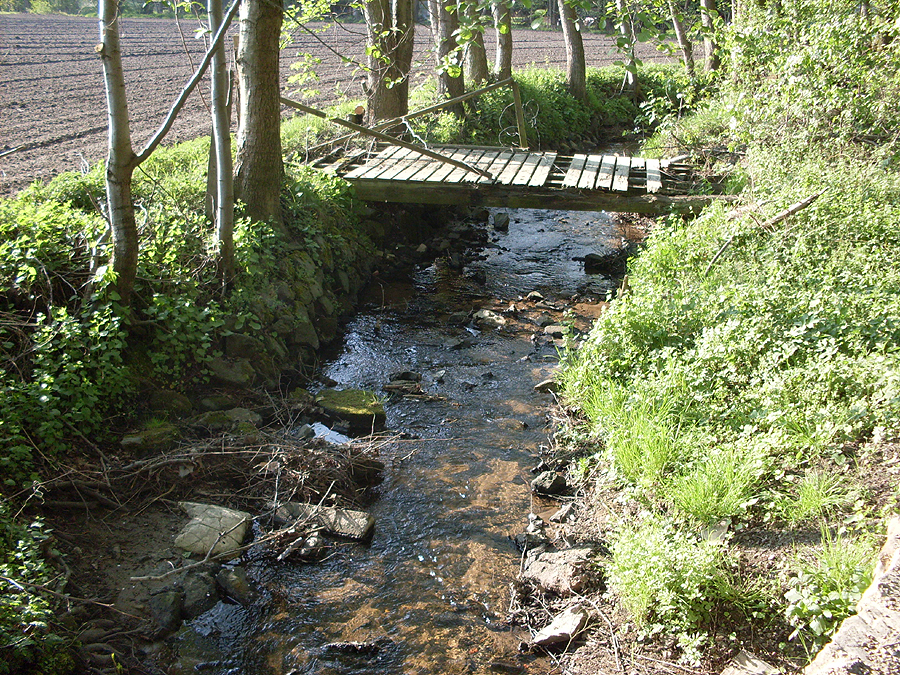

施特羅特巴赫河（德語：Strothbach），是德國的河流，位於該國西部，處於北萊茵-威斯特法倫州，屬於達爾克河的左支流，河道全長5公里，河畔城鎮有比勒費爾德、施洛斯霍爾特-施圖肯布羅克和費爾。